# Filippo Aurelio Visconti
Filippo Aurelio Visconti (* 10. Juli 1754 in Rom; † 30. März 1831 ebenda) war ein italienischer Archäologe.

## Leben
Filippo Aurelio Visconti war der Sohn des Commissario delle Antichità Giovanni Battista Visconti (1722–1784) sowie Bruder von Ennio Quirino Visconti (1751–1818) und Alessandro Visconti (1757–1853).
Von 1784 bis 1799 war er in Nachfolge seines Vaters Commissario delle Antichità. In der Folge des von seinem Vater und seinem Bruder Ennio Quirinio bearbeiteten Katalogs des Museo Pio Clementino im Vatikan gab er einen Katalog des Museo Chiaramonti heraus.

## Veröffentlichungen
- Lettera di Filippo Aurelio Visconti socio dell’ Accademia Volsca Veliterna al signor Conte Alethy sopra un medaglione inedito di Faustina Seniore. Carlo Mordacchini, Rom 1807 (Digitalisat).
- Il Museo Chiaramonti aggiunto al Pio-Clementino da N. S. Pio VII P.M. con l’esplicazione de’ Sigg. Filippo Aurelio Visconti e Giuseppe Antonio Guattani. Band 1, Rom 1808 (Digitalisat).
- Raccolta delle più insigni fabbriche di Roma antica e sue adjacenze, misurate nuovamente e dichiarate dall’architetto Giuseppe Valadier, illustrate con osservazioni antiquarie da Filippo Aurelio Visconti ed incise da Vincenzo Feoli. 8 Teile. Mariano de Romanis e figli, Rom 1810–1826 (Digitalisat).
  - 1: Tempio di Antonino e Faustina
  - 2: Tempio detto della Sibilla in Tivoli
  - 3: Tempio detto di Vesta in Roma
  - 4: Tempio detto di Giove Statore
  - 5: Tempio di Giove Tonante
  - 6: Teatro di Marcello
  - 7: Tempio detto di Marte Ultor
  - 8: Colonna onoraria di Foca imperatore eretta in Roma da Smaragdo patrizio ed Esarco d’Italia
- Lettera sopra la colonna dell’imperatore Foca. Stamperia de Romanis, Rom 1813 (Digitalisat).
- mit Alessandro Visconti: Indicazione delle sculture e della galleria de' quadri esistenti nella Villa Miollis al Quirinale. Stamperia de Romanis, Rom 1814 (Digitalisat).